# Espectro visible
Se llama espectro visible a la región del espectro electromagnético que el ojo humano es capaz de percibir. A la radiación electromagnética en este rango de longitudes de onda se le llama luz visible o simplemente luz. No hay límites exactos en el espectro visible: el ojo humano típico responderá a longitudes de onda de 380 a 750 nm, aunque en casos excepcionales algunas personas pueden ser capaces de percibir longitudes de onda desde 310 hasta 1050 nm. Los arcos iris son un ejemplo de refracción del espectro visible, aunque no lo hacen de forma ideal.
Las longitudes de onda visibles atraviesan sin atenuación la atmósfera terrestre a través de la ventana óptica del espectro electromagnético. Un ejemplo de este fenómeno es cuando el aire limpio dispersa (esparce) la luz azul más que la roja, por lo que el cielo del mediodía se percibe azul (aparte de la zona alrededor del Sol, que se percibe blanca porque la luz no se dispersa tanto). La ventana óptica también se denomina "ventana visible" porque se solapa con el espectro de respuesta visible humano. La ventana del infrarrojo cercano (NIR) se encuentra justo fuera de la visión humana, al igual que la ventana del infrarrojo de longitud de onda media (MWIR) y la ventana del infrarrojo lejano o de longitud de onda larga (LWIR o FIR), aunque otros animales pueden percibirlas.

Espectro visible

## Generalidades

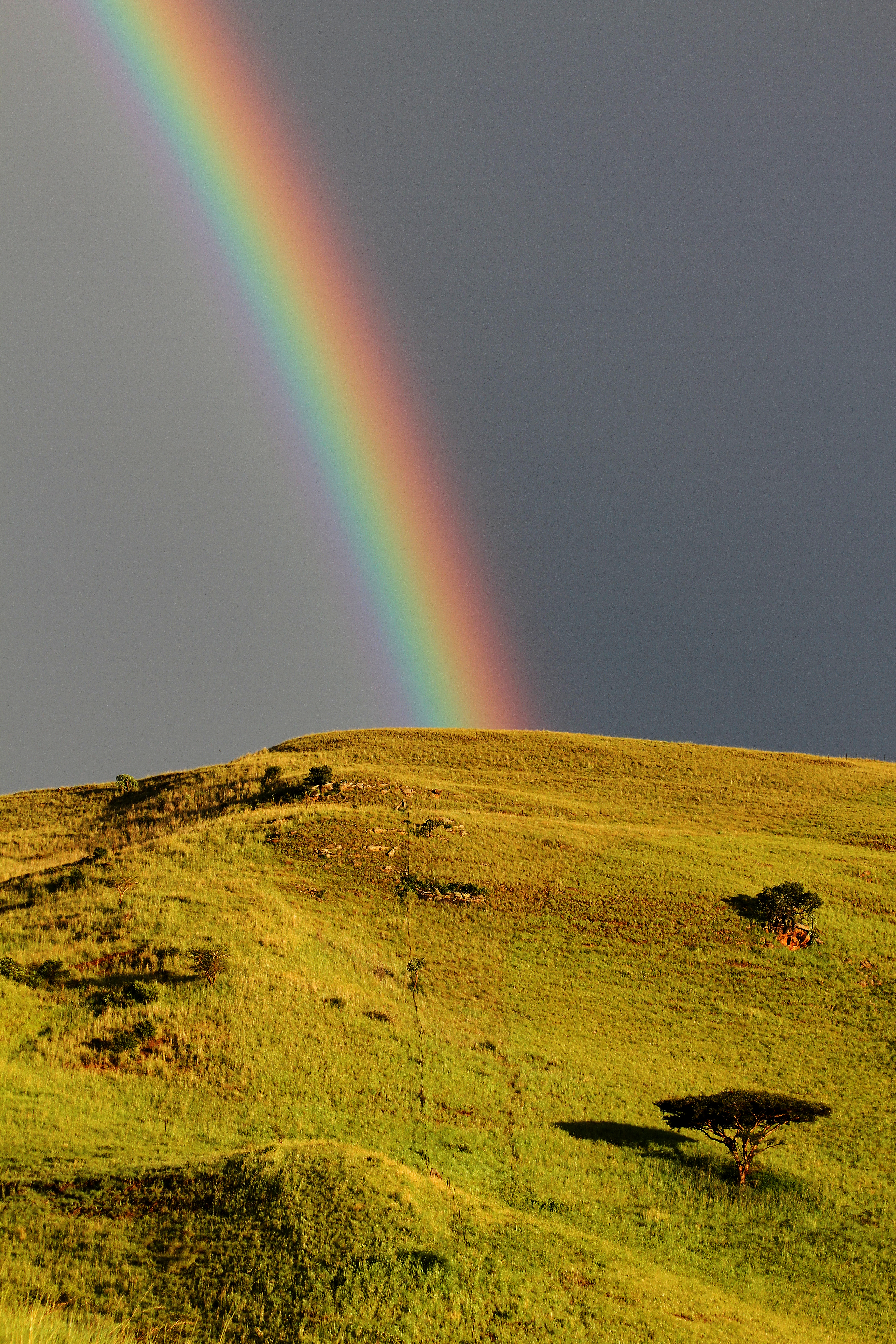
El arcoíris es una manifestación natural del espectro visible solar y aguas.

La correspondiente longitud de onda en el agua y en otros medios está reducida por un factor igual al índice de refracción. En términos de frecuencia, esta corresponde a una banda en el campo de valores entre 450 y 750 nm. Un ojo adaptado a la luz generalmente tiene como máxima sensibilidad un valor de 555 nm, en la región verde del espectro visible. El espectro, sin embargo, no contiene todos los colores que los ojos humanos y el cerebro puedan distinguir; marrón, rosado, magenta, dorado, plateado y negro están ausentes, por ejemplo, porque necesitan la mezcla de múltiples longitudes de onda para ser percibidos, o una única longitud de onda en bajas proporciones (el marrón, por ejemplo, se puede crear emitiendo luz naranja monocromática a una baja intensidad).
La longitud de onda visible al ojo también pasa a través de una ventana óptica, la región del espectro electromagnético pasa muy atenuada a través de la atmósfera terrestre (a pesar de que la luz azul es más dispersa que la luz roja, que es la razón del color del cielo). La respuesta del ojo humano está definida por una prueba subjetiva, pero las ventanas atmosféricas están definidas por medidas físicas. A la ventana visible se le llama así porque esta superpone la respuesta humana visible al espectro; la ventana infrarroja está ligada a la ventana de respuesta humana y la longitud de onda media infrarroja, la longitud de onda infrarroja lejana están muy lejos de la región de respuesta humana. 
Los ojos de muchas especies perciben longitudes de onda diferentes de las del espectro visible del ojo humano. Por ejemplo, muchos insectos, tales como las abejas pueden ver la luz ultravioleta que es útil para encontrar el néctar en las flores. Por esta razón, los éxitos reproductivos de las especies de plantas cuyos ciclos de vida están vinculados con la polinización de los insectos, dependen de que produzcan emisión ultravioleta, más bien que del colorido aparente a los ojos humanos.

## Historia

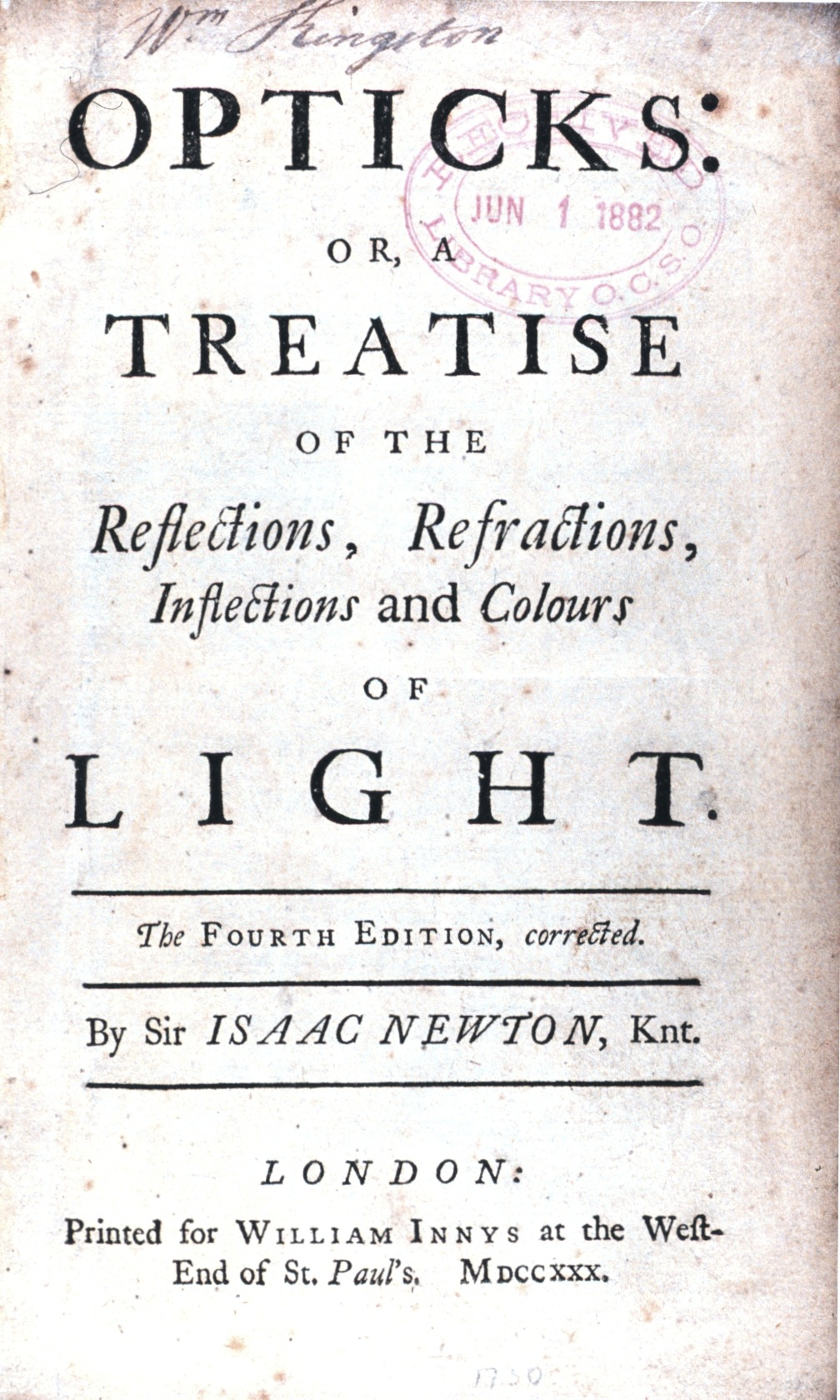
Trabajo de Newton sobre Óptica.

En el siglo XIII, Roger Bacon teorizó que los arcoíris se producían por un proceso similar al paso de la luz a través de un vaso de agua.

Descomposición de la luz por medio de un prisma.

La primera explicación del espectro visible viene de Isaac Newton, quien escribió en su Opticks sus estudios sobre la dispersión y agrupación de la luz blanca mediante el uso de prismas. Newton usó por primera vez la palabra espectro (del latín, "apariencia" o "aparición") en 1671 al describir sus experimentos en óptica. Newton observó que cuando un estrecho haz de luz solar incide sobre un prisma de vidrio triangular con un ángulo, una parte se refleja y otra pasa a través del vidrio, mostrando diferentes bandas de colores. La hipótesis de Newton era que la luz estaba hecha por corpúsculos (partículas) de diferentes colores y que la diferencia en los colores era debido a la diferencia de velocidades de cada uno de ellos, de modo que en un medio transparente, la luz roja era más veloz que la luz violeta. El resultado es que la luz roja se doblaba (refractaba) menos que la luz violeta cuando pasaban a través del prisma, creando el espectro de colores.
Newton dividió el espectro en siete colores: rojo, naranja, amarillo, verde, azul, añil (índigo) y violeta, inspirado por una creencia procedente de los sofistas de la antigua Grecia que decían que había una conexión entre los colores, las notas musicales, los días de la semana y los objetos conocidos del sistema solar. Este esquema de siete colores ha recibido críticas como la de Isaac Asimov, sugiriendo que el añil debería dejar de ser tomado como un color entre el azul y el violeta. Sin embargo, se debe tomar en cuenta que en el idioma inglés, el término blue es amplio e incluye varias longitudes de onda que van del dark blue al sky blue o light blue, mientras que en español y otros idiomas, azul y celeste están diferenciados. Además el añil o índigo era un tinte común de su tiempo, con el que se teñían los trajes y su tono bien azulado no se encuentra normalmente entre el azul y el violeta, sino entre el azul y el azul verde, lo que significa que es común que se malinterpreten los descubrimientos de Newton y que el término blue sea una referencia a los tonos azul claros. Una equivalencia más real de los 7 colores sería la siguiente:
| Nombres de Newton (latín e inglés) | Nombre actual (español)  |
| Rubeus / red                       | Rojo                     |
| Aureus / orange                    | Naranja o anaranjado     |
| Flavus / yellow                    | Amarillo                 |
| Viridis / green                    | Verde                    |
| Cœruleus / blue (blew)             | Cian, celeste o turquesa |
| Indicus / indigo                   | Azul                     |
| Violaceus / violet                 | Violeta                  |

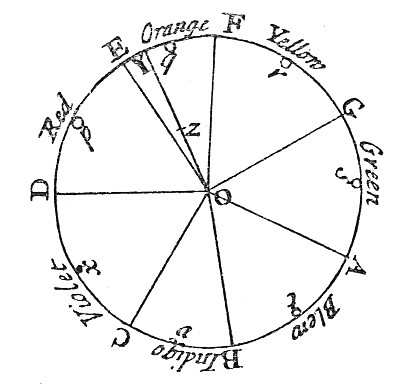
Círculo de colores de Newton, 1704.

Johann Wolfgang von Goethe en su Teoría de los colores, sostuvo que el espectro continuo era un fenómeno compuesto. Mientras que Newton redujo a haces de luz para aislar el fenómeno, Goethe observaba que con una apertura más amplia no había en el espectro bordes amarillos ni del azul-cían con blanco entre ellos y el espectro solo aparecía cuando esos bordes eran muy cercanos al solapamiento.
| rojo     | 618-780 nm |
| naranja  | 581-618 nm |
| amarillo | 570-581 nm |
| verde    | 497-570 nm |
| cian     | 476-497 nm |
| azul     | 427-476 nm |
| violeta  | 380-427 nm |

Goethe argumentó que el espectro continuo era un fenómeno compuesto. Donde Newton estrechó el haz de luz para aislar el fenómeno, Goethe observó que una apertura más amplia no produce un espectro sino bordes rojizos-amarillos y azul-cian con blanco entre ellos. El espectro aparece solo cuando estos bordes están lo suficientemente cerca como para superponerse.
A principios del siglo XIX, el concepto de espectro visible se hizo más definido, ya que la luz fuera del rango visible fue descubierta y caracterizada por William Herschel (infrarrojo) y Johann Wilhelm Ritter (ultravioleta), Thomas Young, Thomas Johann Seebeck, y otros.
Young fue el primero en medir las longitudes de onda de los diferentes colores de la luz, en 1802.
La conexión entre el espectro visible y la  visión del color fue explorada por Thomas Young y Hermann von Helmholtz a principios del siglo XIX. Su teoría de la visión del color propuso correctamente que el ojo utiliza tres receptores distintos para percibir el color.
Ahora se acepta generalmente que la luz está compuesta de fotones (que tienen algunas de las propiedades de una onda y algunas de partícula) y que toda la luz viaja a la misma velocidad en el vacío (velocidad de la luz). La velocidad de la luz en un material es menor a la misma en el vacío y la proporción de velocidad es conocida como el Índice de refracción de un material. En algunos materiales, conocidos como no dispersivos, la velocidad de diferentes frecuencias (correspondientes a los diferentes colores) no varía y así el índice refractario es constante. No obstante , en otros materiales (dispersos), el índice de refracción (y así su velocidad) depende de la frecuencia acorde con una relación de dispersión. Los arcoíris son un ejemplo ideal de refracción natural del espectro visible.

## Colores del espectro
Los colores del arcoíris o del espectro visible incluye todos esos colores que pueden ser producidos por la luz visible de una sola longitud de onda (comúnmente dividido en violeta, azul, cian, verde, amarillo, naranja y rojo), llamados colores puros o monocromáticos. El espectro visible no contiene todos los colores que el hombre es capaz de percibir. Los colores con una saturación menor al 100 % como por ejemplo los colores acromáticos (la escala de grises, que va del negro al blanco inclusive), o el rosado; o variaciones del púrpura como el magenta no pueden reproducirse con una sola longitud de onda. El violeta monocromático es percibido como más rojizo que el azul a pesar de estar más lejos de las longitudes de onda rojas debido a un efecto de activación por "segundo armónico" en los receptores "rojos" del ojo humano ante la luz de alta frecuencia, ya que los conos de tipo L, sensibles a longitudes de onda larga (rojo, naranja, amarillo), son también sensibles en menor medida a la luz violeta (las longitudes de onda más cortas que el ojo humano es capaz percibir), combinándose en el cerebro las señales de los conos de tipo S (sensibles a las longitudes de onda cortas: cian, azul, violeta) en mayor medida, y las de los conos de tipo L en menor medida.
A pesar de que el espectro es continuo (no hay una división entre uno y otro color), los rangos anteriores podrían ser usados como una aproximación.

## Espectroscopia
Los estudios científicos de objetos basados en el espectro de luz que emiten es llamado espectroscopia. Una aplicación particularmente importante de este estudio es en la astronomía donde los espectroscopios son esenciales para analizar propiedades de objetos distantes. La espectroscopia astronómica utiliza difracción de alta dispersión para observar espectros de muy altas resoluciones espectrales. El helio fue lo primero que se detectó en el análisis del espectro del sol; los elementos químicos pueden ser detectados en objetos astronómicos por las líneas espectrales y las líneas de absorción; la medida de líneas espectrales puede ser usada como medidas de corrimiento al rojo o corrimiento al azul de objetos distantes que se mueven a altas velocidades. El primer exoplaneta en ser descubierto fue el encontrado por el análisis de efecto Doppler de estrellas a las que su alta resolución que variaba su velocidad radial tan pequeña como unos pocos metros por segundo podrían ser detectadas: la presencia de planetas fue revelada por su influencia gravitacional en las estrellas analizadas.

## Espectro de los dispositivos de visualización en color

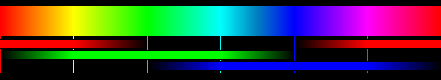
Espectro de color generado en un dispositivo de visualización.

Los dispositivos de visualización en color (como la televisión o la pantalla de ordenador) mezclan los colores rojo, verde y azul para generar el espectro de color. En la ilustración, las barras estrechas inferiores de rojo, azul y verde muestran las mezclas relativas de estos tres colores usados para producir el color que se enseña arriba.

## Percepción del color a través de las especies
Muchas especies pueden véase la luz en frecuencias fuera del "espectro visible" humano. Las abejas y muchos otros insectos pueden detectar la luz ultravioleta, que les ayuda a encontrar  néctar en las flores. Las especies vegetales que dependen de la polinización por insectos pueden deber su éxito reproductivo a su aspecto bajo la luz ultravioleta, más que a su colorido para los humanos. Las aves también pueden ver en el ultravioleta (300-400 nm), y algunas tienen marcas dependientes del sexo en su plumaje que sólo son visibles en el rango ultravioleta. Muchos animales que pueden véase en el rango ultravioleta no pueden ver la luz roja ni ninguna otra longitud de onda rojiza. El espectro visible de las abejas termina a unos 590 nm, justo antes de que comiencen las longitudes de onda anaranjadas. Las aves pueden véase algunas longitudes de onda rojas, aunque no tan lejos en el espectro de luz como los seres humanos. La creencia popular de que el pez dorado común es el único animal que puede ver tanto la luz infrarroja como la ultravioleta es incorrecta, porque los peces de colores no pueden ver la luz infrarroja.
La mayoría de los mamíferos son dicromáticos, y a menudo se piensa que los perros y los caballos son daltónicos. Se ha demostrado que son sensibles a los colores, aunque no tantos como los humanos. Algunas serpientes pueden "ver" calor radiante a longitud de ondas entre 5 y 30  μm con un grado de precisión tal que una serpiente de cascabel ciega puede apuntar a partes vulnerables del cuerpo de la presa a la que ataca, y otras serpientes con el órgano pueden detectar cuerpos calientes a un metro de distancia. También puede utilizarse en la termorregulación y la depredador detección.